# Гинзбург, Вульф Вениаминович
Вульф Вениами́нович Ги́нзбург (4 марта 1904, Курск — 2 февраля 1969, похоронен на Богословском кладбище Санкт-Петербурга) — советский физический антрополог.

## Биография
Родился в Курске. В 1926 году окончил Ленинградский медицинский институт. Работал военным врачом в кавалерийском полку.
С 1929 года ассистент на кафедре нормальной анатомии 1-го Ленинградского медицинского института, в 1931 году аспирант в Институте этнографии АН СССР. В 1932—1933 годах проводил антропологические исследования в Таджикистане: обследовал жителей кишлаков районов Каратегина, Центрального и Восточного Дарваза. Кандидат биологических наук с 1935 года, монография — «Горные таджики» (1937).
С 1938 года работал в антропологическом отделе Музея антропологии и этнографии АН СССР. После образования Ленинградского отделения Института этнографии АН СССР перешёл в сектор антропологии, где и работал до конца жизни. С 1938 года, с небольшими перерывами, читал курс антропологии в ЛГУ на кафедре этнографии. В 1937—1959 годах преподавал анатомию в Военно-медицинской академии. Участник Великой Отечественной войны, воевал на Волховском фронте.
Доктор медицинских наук (1945), профессор. Награждён орденами Красного Знамени, Красной Звезды, медалями.

## Значение
Научные труды посвящены методам расового анализа, соотношения расы и конституции. Один из основоположников этнической антропологии в СССР.
Изучил огромный антропологический материал Поволжья и Подонья, включая скелетные останки людей от эпохи энеолита до современности. Рассматривал на этой базе этногенез народов Средней Азии и пришёл к выводу о том, что широко распространенный в настоящее время антропологический тип среднеазиатского междуречья складывался на основе андроновского и средиземноморского. Обосновал метисное происхождение южносибирского антропологического типа. Ряд работ посвящён антропологической характеристике населения Казахстана в бронзовом веке.

## Основные публикации
- Кишлаки восточных районов Таджикской ССР и жилища горных таджиков // СЭ. 1936. № 3. С. 59-77;
- Горные таджики. Материалы по антропологии таджиков Каратегина и Дарваза. Л., 1937;
- Краниологические коллекции МАЭ им. Петра Великого // КСИЭ. 1946. Вып. 1. С. 114—115;
- Материалы к антропологии гуннов и саков // СЭ. 1946. № 4. С. 206—210;
- Антропологические материалы из Кенкольского катакомбного могильника в долгие р. Талас Киргизской ССР (совместно с Е. В. Жировым) // Сборник МАЭ. 1949. Вып. 10. С. 213—265;
- Таджики предгорий // Сборник МАЭ. 1949. Вып. 12. С.277-332;
- Антропологические материалы к проблеме происхождения населения Хазарского каганата // Сборник МАЭ. 1950. Вып. 13. С. 309—416;
- Антропологический состав народов Средней Азии и Казахстана // Народы Средней Азии и Казахстана. М., 1963. Т. 1. С. 159—164;
- Элементы антропологии для медиков. Л., 1963;
- Расовые типы Средней Азии и их формирование в процессе этногенеза её народов // Сборник «В память Л. В. Ошанина». Ташкент, 1964;
- Антропологическая характеристика древних аборигенов Кубы // Сборник МАЭ. 1967. Вып. 24. С. 180—278;
- Антропология в АН // ОИРЭФА. М., 1964. Вып. 4. С. 188—215 (ТИЭ. Научный сборник. Т. 94);
- Палеоантропология Средней Азии (совместно с Т. А. Трофимовой). М., 1972[4].